# Carlos Soler
Carlos Soler Barragán (Valência, 2 de janeiro de 1997), é um futebolista espanhol que joga como meio-campista. Atualmente, joga pelo West Ham, emprestado pelo Paris Saint-Germain.

## Carreira

### Início
Começou a brincar na escola de futebol de base de Bonrepòs i Mirambell até que, em 2005, com 7 anos, ingressou na academia do Valencia Club de Fútbol, onde marcou mais de 500 gols jogando de atacante até que os técnicos atrasaram a sua posição. Foi Rubén Mora, técnico do juvenil B na temporada 2013/14, quem lhe colocou de organizador, e posteriormente Rubén Baraja, técnico do juvenil a na temporada 2014/15, lhe colocou no mediocentro defensivo.
Em maio de 2015, estreou com o primeiro filial, o Valencia Mestalla de Curro Torres, com 18 anos. A temporada 2015/16 já foi uma peça fundamental no primeiro filial valencianista, embora participou ativamente na UEFA Youth League com a equipe juvenil de Miguel Ángel Angulo, marcando 3 gols em 8 jogos. No final da temporada foi convocado sem estrear com o primeiro computador, e chegou a fazer a pré-temporada de 2016 com o Valencia, mas continuou como jogador do filial.

### Valencia
Em 17 de março de 2016, entrou na convocação do Valencia CF pelo técnico Gary Neville para o jogo de volta das oitavas de final da UEFA Europa League em Mestalla perante o Athletic Club, mas não teve minutos. O mesmo aconteceu na última jornada da Liga contra a Real Sociedad na qual foi convocado mas não chegou a estrear.
No verão de 2016 teve poucos minutos nos amistosos que disputou a primeira equipa liderada por Pako Ayestaran, mas continuou contando com ficha do filial. Mesmo assim entrou na convocação das duas primeiras jornadas da liga, sem ter minutos.  Não foi até no jogo contra a Real Sociedad em 10 de dezembro no Anoeta quando o técnico italiano Cesare Prandelli deu doze minutos, saindo do campo como suplente e deixando muito bons detalhes no dia de sua estreia, ostentando a camisa 28. Pouco depois teve também minutos na Copa del Rey no dia 21 de dezembro no Mestalla face ao Leganés e recebeu uma grande ovação do público ao entrar ao campo.
Começou o mês de janeiro de 2017 a cumprir os 20 anos e participando também na próxima eliminatória da taça perante o Celta de Vigo, sendo titular na volta em Balaídos, e em seguida o técnico Voro deu-lhe a titularidade também perante o Osasuna, sendo de novo um dos jogadores mais destacados. Foi titular também na vitória contra o Espanyol, e no dia 19 de janeiro o clube emitiu um comunicado em que oficializou a incorporação definitiva de Carlos Soler na primeira equipa, ascendendo assim a sua cláusula de rescisão de 30 milhões de euros. Justo no dia seguinte, no Madrigal, marcou seu primeiro gol oficial na vitória 0-2 contra o Villarreal. Sua camisa já como jogador da primeira equipe passou a ser a 18.

### Paris
Em setembro de 2022, Soler se transferiu para o Paris Saint-Germain por 18 milhões de euros. Pelo time da frança, estreou na vitória contra a Juventus por 2-1, partida válida pela Champions League, entrando aos 84 minutos de jogo. Sua primeira partida como titular veio a acontecer somente um mês após sua chegada, no empate com o Reims por 0-0, partida da Ligue 1.

## Títulos
Valencia
- Copa do Rei: 2018–19

Paris Saint-Germain
- Ligue 1: 2022–23 e 2023–24
- Supercopa da França: 2023

Espanha
- Campeonato Europeu Sub-21: 2019